# Club Atlético Peñarol (Mar del Plata)
|  | No s'ha de confondre amb Club Atlético Peñarol. |

El Club Atlético Peñarol, o Peñarol de Mar del Plata, és un club argentí de bàsquet de la ciutat de Mar del Plata. A més del bàsquet, el club disposa de seccions de futbol i arts marcials.
Destacà la temporada 2010 quan guanyà els 4 tornejos oficials (FIBA Americas League, Liga Nacional, InterLigas, i Copa Argentina).

## Jugadors destacats
| Números retirats |                |         |                                 |            |             |
| N.               | Jugador        | Posició | Temporades                      | Any        | Refs        |
| 8                | Tato Rodríguez | B       | 1994–1998, 1999–2003, 2004–2011 | 2011-11-23 | [ 2 ] [ 3 ] |

## Palmarès

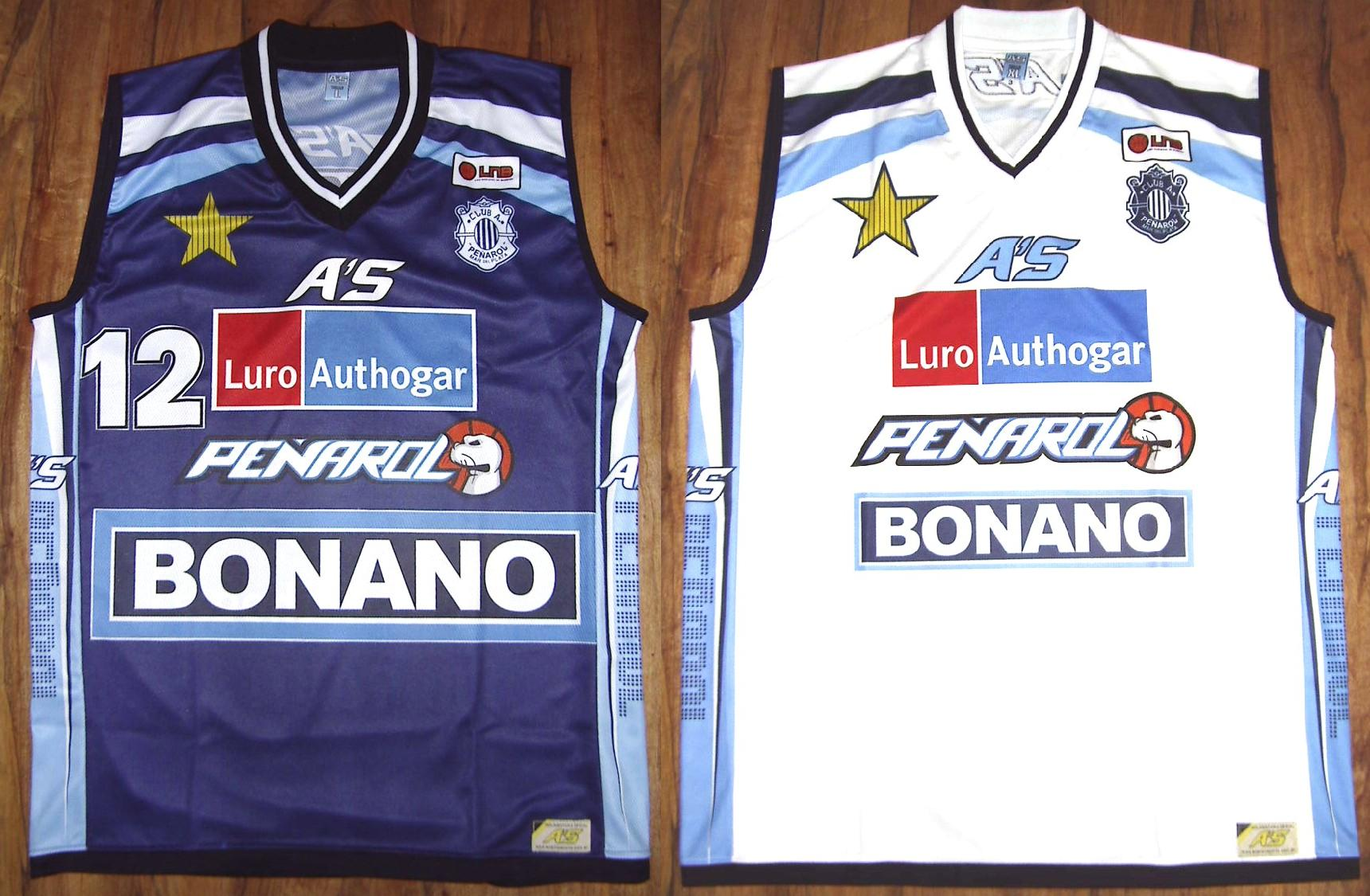
Samarretes temporada 2006-07.

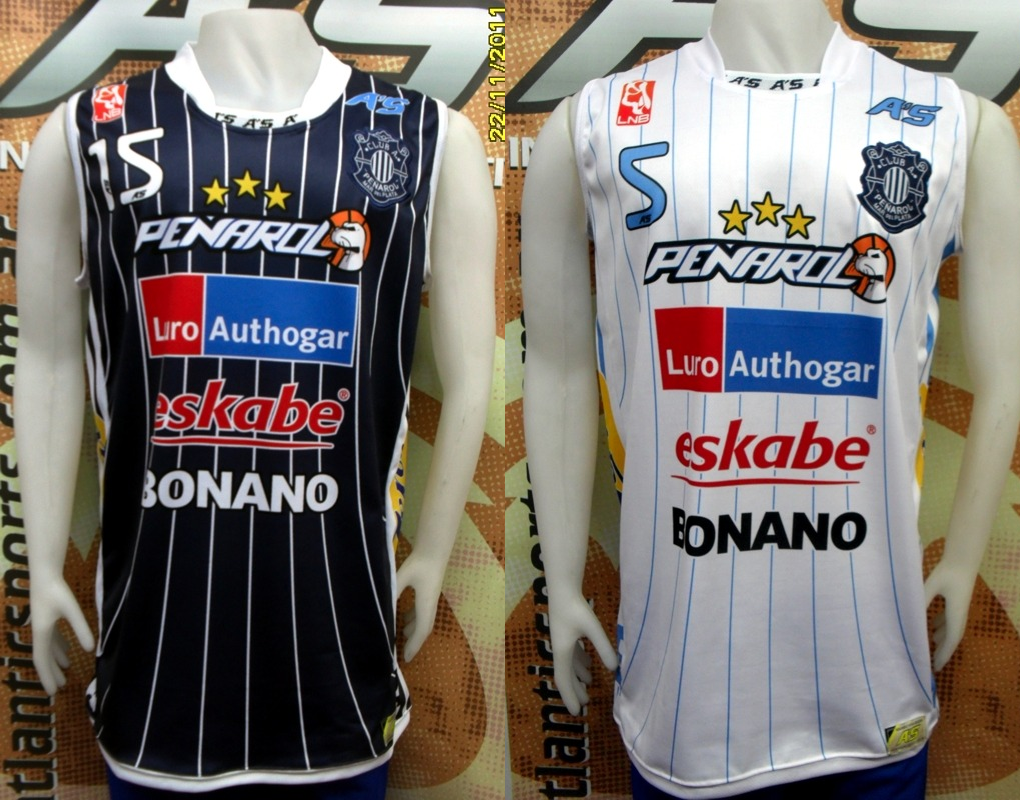
Samarretes temporada 2011-12.

### Bàsquet Nacional
- Liga Nacional (5): 1993–94, 2009–10, 2010–11, 2011–12, 2013–14
- Copa Argentina (1): 2010
- Torneo Súper 8 (4): 2006, 2009, 2011, 2013
- Copa Desafío (2): 2007, 2010

### Bàsquet International
- FIBA Americas League (2): 2007–08, 2009–10
- Torneo InterLigas (2): 2010, 2012

### Voleibol
- Lliga argentina de voleibol (1): 1996-97